# Dendromus nyasae
Dendromus nyasae es una especie de roedor de la familia Nesomyidae.
Puede ser encontrada en el Burundi, República Democrática del Congo, Ruanda y Uganda. Fue sinonimizada con D. mesomelas en la nueva listado IUCN 2008. Y el táxón kivu, anteriormente considerada un sinónimo, fue elevado a especie distinta.
Sus hábitats naturales son: regiones subtropicales o tropicales húmedas de alta altitud, campos de altitud subtropicales o tropicales, pantanos, tierras de cultivo y plantaciones.